# Tahi Tóth László
Tahi Tóth László (Budapest, 1944. január 23. – Budapest, 2018. február 22.) Kossuth- és Jászai Mari-díjas magyar színművész, érdemes és kiváló művész.

## Élete
Az általános iskolát a XII. kerületi Tanítóképző gyakorlóiskolában, majd a Márvány utcai általános iskolában (1950–1958) végezte. 1958–1962 között a Képző- és Iparművészeti Gimnázium tanulója volt. 1966-ban végezte el a Színház- és Filmművészeti Főiskolát, és azután haláláig a Vígszínház tagja volt. Színdarabok mellett számos filmben, tévéjátékban meg kabaréműsorban szerepelt. Utóbbiak közt legemlékezetesebb a Szeszélyes évszakok. Ezek mellett a leggyakrabban foglalkoztatott szinkronszínészek közt tartották számon.
Ő volt a legendás Sherlock Holmes-színész Jeremy Brett magyar hangja, hangoskönyvben is hangját kölcsönözte a híres detektívnek. 2010-ben Tahi Tóth László ötlete alapján jött létre a Magyar Sherlock Holmes Rajongói Club, mely ma már a detektívért rajongó professzorokat és művészeket tudhat tiszteletbeli tagjai közt. 
Szívesen festett, festményei kiállításokon is szerepeltek.
2006-ban könyve jelent meg A geg címen, ez humorosan mesél a színház és a színészélet világáról. 2013-ban Főszerepben Tahi Tóth László címen Nagy Sándor jelentett meg róla könyvet. 
2017 márciusában egy előadás közben rosszul lett, később életmentő agyműtéten esett át. Panaszait, családja nyilatkozata szerint, egy korábbi stroke okozta. Műtéte után hónapokig lábadozott, októberben tért vissza a színpadra. December 27-én lépett utoljára színpadra. Egy későbbi CT vizsgálat kimutatta, hogy agydaganata kiújult.
2018. február 22-én hunyt el, 74 éves korában szerettei körében. 
Halála estéjén a Duna World a Hogy volt?! róla szóló epizódjával adózott emlékének, míg az M5 a Hatholdas rózsakert című filmmel emlékezett a művészre. 
Március 7-én helyezték örök nyugalomra a Farkasréti temetőben. Pályatársai, családtagjai, barátai kísérték utolsó útjára. Ravatalánál beszédet mondott Kútvölgyi Erzsébet, Székhelyi József, Lukács Sándor és Eszenyi Enikő.

## Családja
Szülei Tahi-Tóth Nándor (1912–1978) és Pfeiffer Eleonóra (1915–1989). Testvérei Tóth-Tahi Máté és Tahi József színészek, valamint Tahi-Tóth Sarolta, Nándor, Lehel, Gábor – valamennyien diplomás emberek. Első felesége Schmidt Bea manöken volt, akivel elváltak. 1995-ben nősült meg újra, második felesége Kárászy Szilvia zongoraművész. Özvegye napra pontosan öt évvel a férje halála után, 2023. február 22-én hunyt el.

## Díjai, elismerései
- Hegedűs Gyula-emlékgyűrű (1972)
- Jászai Mari-díj (1974)
- Ajtay Andor-emlékdíj (1979, 1986)
- Érdemes művész (1985)
- Pro Comedia-díj (1995)
- Kiváló művész (2012)
- Kossuth-díj (2017)

## Színpadi szerepei
- Presser Gábor–Adamis Anna: Harmincéves vagyok - Szálasi Ferenc (1975)
- Krúdy Gyula: A vörös postakocsi – Rezeda Kázmér, Sylvester
- Katajev: A kör négyszögesítése – Iván
- Ann Jellicoe: A trükk – Tom
- Déry Tibor: Tükör – István
- Witold Gombrowicz: Operett – Fior
- Luigi Pirandello: Hat szerep keres egy szerzőt – Rendező
- Csurka István: Ki lesz a bálanya?
- Ivanov : Vadkacsavadászat – Viktor
- Sarkadi Imre: Oszlopos Simeon – Kis János
- Csurka: Deficit – Z
- Vitrac: Viktor, avagy a gyermekuralom – Viktor
- Anton Pavlovics Csehov: Három nővér – Iván
- Eugene O’Neill: Utazás az éjszakába – Edmund
- Gray: Kicsengetés – St. John
- Hausmann: Merlin – Artus király
- Csehov: Cseresznyéskert – Trofimov
- Déry–Presser: Képzelt riport… – József
- Csurka: Házmestersirató – Herceg Pista
- Csehov: Platonov – Platonov
- Ingmar Bergman: Jelenetek egy házasságból – John
- A. R. Gurney: Sylvia – Tom
- Nyikolaj Vasziljevics Gogol: A revizor – Hlopov
- Molnár Ferenc: Játék a kastélyban – Lakáj

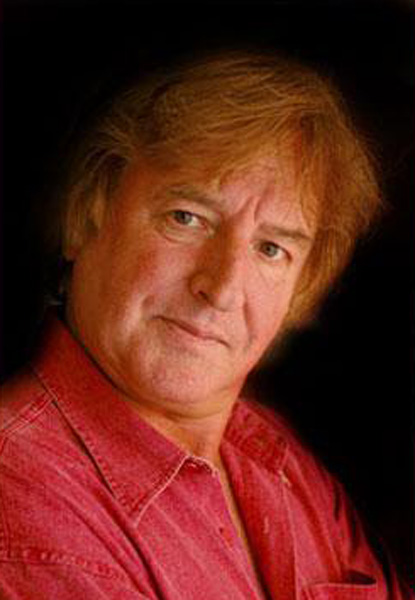
Tahi Tóth László (Körúti Színház)

## Filmjei

### Játékfilmek
- Szerelmes biciklisták (1965) – Albert
- Aranysárkány (1966) – Liszner Vili
- Egy nap a Paradicsomban (1966) – Orda Mátyás
- Egy szerelem három éjszakája (1967)
- Fiúk a térről (1967) – Báder Guszti
- Ünnepnapok (1967) – Laci
- Egri csillagok I-II. (1968) – Kobzos Ádám
- Diákszerelem (rövid) – Walter
- Elsietett házasság (1968) – Nádor Balázs
- Mi lesz veled Eszterke? (1968) – Timár Zoltán
- Próféta voltál szívem (1968)
- Imposztorok (1969)
- Utazás a koponyám körül (1969) – Fiatal költő
- A nagy kék jelzés (1970) – Jenő
- Hatholdas rózsakert (1970) – Gruber Franci
- Emberrablás magyar módra (1972) – Jancsi, a technikus
- Harminckét nevem volt (1972) – Kálmán
- Ártatlan gyilkosok (1973) – Galgó Viktor
- Kakuk Marci (1973) – Művész úr
- A kard (1976) – Pszichológus
- Vízipók-csodapók (1982) – Nagy béka (hangja)
- Vőlegény (1982) – Fox Rudi
- Az utolsó futam (1983) – Színész
- A vörös grófnő I–II. (1985) – Kéry Pál
- Sárkány és papucs (1989) – Olivér (hangja)
- Halál sekély vízben (1994) – Komlós
- Fej vagy írás (2005) – Főpincér
- Sherlock Holmes nevében (2011) – Az Öreg

### Tévéfilmek
- II. Fülöp (1967) – Félix, az oroszlánszelidítő
- Társasjáték (1967) – Schlüssler
- Három találkozás (1968)
- Talpsimogató (1968)
- Egyszerű kis ügy (1969)
- Hét kérdés a szerelemről (és három alkérdés) (1969) – Férfi a vonaton
- Az erkély (1970) – Iván
- Neveletlenek (1970)
- Őrjárat az égen 1-4. (1970) – Géher
- Esküdtszéki tárgyalás (1971)
- Kukori és Kotkoda II. (1971) – Magas betörő róka (hangja) (8. részben)
- Egy éj az Arany Bogárban (1971)
- Diagnózis (1972)
- Házasságtörés (1972)
- Kérem a következőt! I. (1973) – Nyúl; Menyét II. (hangja)
- A külföldiek (1975) – Gedey Lajos, az ifjú nemes
- Tudós nők (1975) – Trissotin
- Vízipók-csodapók I. (1975) – Nagy béka (hangja) (13. részben)
- Scapin furfangjai (1976) – Szilveszter
- Robog az úthenger 1–6. (1976) – Kultúrház-igazgató
- Kézről kézre (1977) – Massenay
- Vakáción a Mézga család (1978) – Dr. Monori (hangja) (12. részben)
- A dicsekvő varga (1979) – Furtonfúrt manó
- Családi kör (1979)
- Agyrémek (1981)
- Glembay Ltd. (1982)
- Protestánsok (1982)
- A nap gyermekei (1983)
- Ki ismeri öket, a nöket? (1983)
- Telepódium
  - A végzet asszonya (1983) – Tibor
  - Két férfi az ágy alatt (1983)
  - Az áldozat visszatér (1984) – Rocher felügyelő
  - Ez még semmi (1984)
  - Nincs mese! (1984)
  - Zsákutca (1984)
  - A három Pestör (1984)
- Kérők (1984) (1986-ban adták le) – Szélházy / Jenőfi
- Idegenek (1985)
- A fekete kolostor (1986) – Mágory
- Máz (1986) – Pyrk, főmérnök
- Dada (1987)
- Csicsóka és a Moszkítók (1988)
- Krisztofóró 1-4. (1989–1994) – Treffhetes (hangja)
- Barbárok (1989) – Dr. Makarov
- Gyuszi ül a füben (1989)
- Szeszélyes évszakok (1991)
- A gyilkos én vagyok (1994) – Menyhárt
- Aranyoskáim (1996)
- Capitaly 1–10. (2002) – Somos Tihamér
- Hotel Szekszárdi 1-6. (2002) – Ödön
- Ötvenéves találkozó (2002) – Tábornok
- Rex (2002)
- Barátok közt (2005) – Király "Golya" Tivadar
- Szeszélyes (2006-2007) – Various; Sgt. Ninja; Dr. Mészáros

## Szinkronszínészként
- Különben dühbe jövünk (karmester) (1974)
- Kínai negyed (Jake Gittes) (1974)
- Gyalog galopp (Sir Robin / Roger / Maynard atya / Fekete lovag / Fejbólintó / hullaszállító) (1974)
- Aki legyőzte Al Caponét (Al Capone) (1987)
- Esőember (Raymond Babbitt) (1988)
- Ford Fairlane kalandjai (Smiley) (1990)
- Szörnyecskék 2
- Még drágább az életed (Richard Thornburg) (1990)
- Reszkessetek betörők 2 – Elveszve New Yorkban (Marv Merchants) (1992)
- Mezítláb a parkban (Paul) (1992[20])
- Idétlen időkig (Phil Connors) (1993)
- A függetlenség napja (Dr. Brakish Okun) (1996)
- A gömb (Dr. Norman Goodman) (1998)
- Harry Potter és a bölcsek köve (Perselus Piton professzor) (2001)
- Harry Potter és a Titkok Kamrája (Perselus Piton professzor) (2002)
- Harry Potter és az azkabani fogoly (Perselus Piton professzor) (2004)
- Harry Potter és a Tűz Serlege (Perselus Piton professzor) (2005)
- Mennyei királyság (Ispotályos lovag) (2005)
- Éjszaka a múzeumban (Octavius) (2006)
- Harry Potter és a Főnix Rendje (Perselus Piton professzor) (2007)
- Kung Fu Panda (Shifu mester) (2008)
- BBC: Hamlet, dán királyfi Hamlet, dán királyfi (Hamlet – Derek Jacobi) (2008)
- Harry Potter és a Félvér Herceg (Perselus Piton professzor) (2009)
- Éjszaka a múzeumban 2. (Octavius) (2009)
- Harry Potter és a Halál Ereklyéi 1. rész (Perselus Piton professzor) (2010)
- Harry Potter és a Halál Ereklyéi 2. rész (Perselus Piton professzor) (2011)
- Sherlock Holmes kalandjai (televíziós sorozat) (Sherlock Holmes)
- Pierre Richard francia színész–komikusnak, valamint Dustin Hoffmannak is kölcsönözte hangját rengeteg filmben.
- A függetlenség napja – Feltámadás (Dr. Brakish Okun) (2016)
- Maraton életre-halálra (Levy Babe) (1976)
- Trónok harca (Balon Greyjoy) (2016)

## Hangjáték

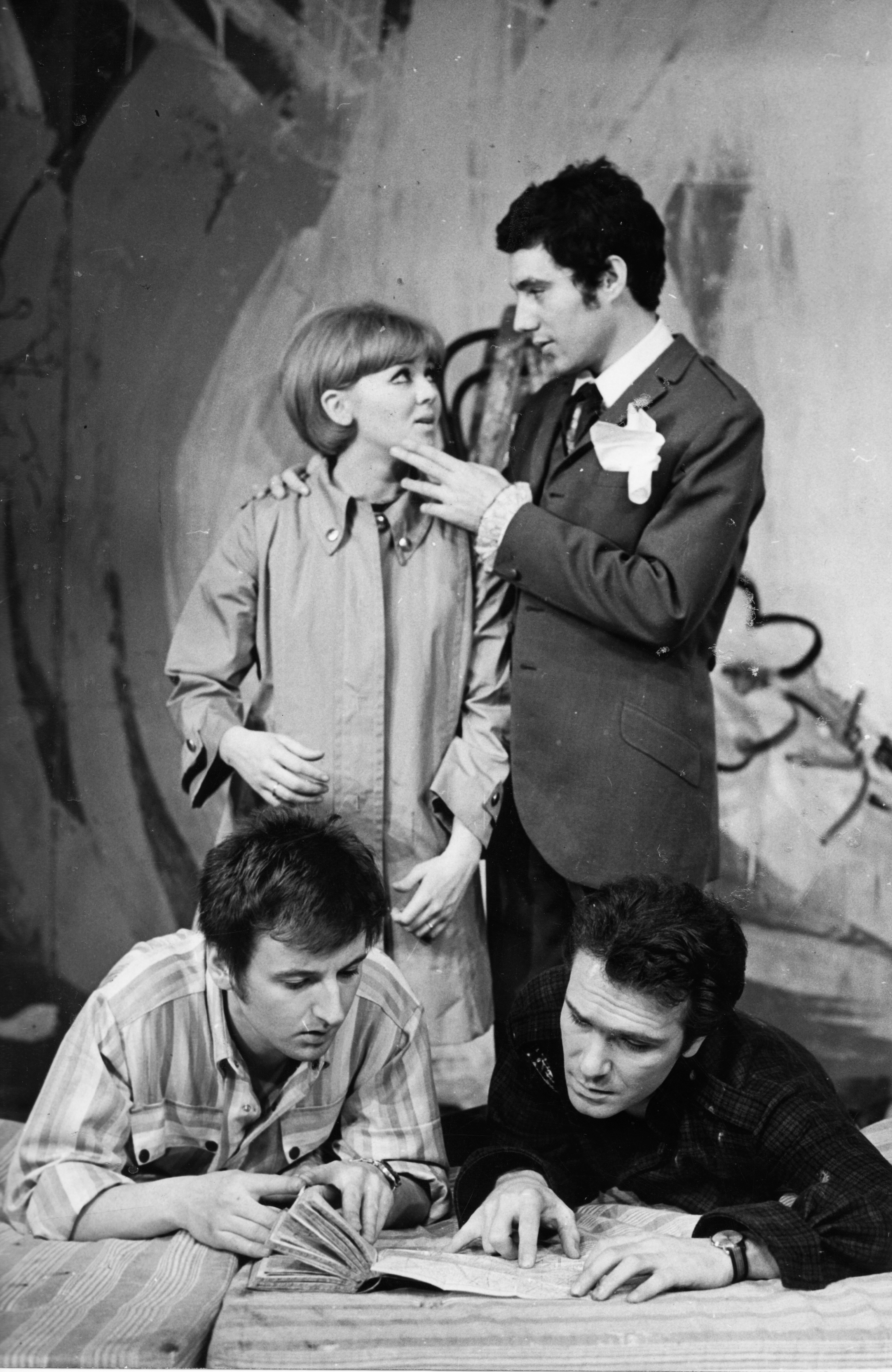
Halász Judit, Kovács István, Tahi Tóth László és Tordy Géza a Trükk c. darab előadásán (Pesti Színház)

- Zoltán Péter: A legendás szalmakalap (1968)
- Novobáczky Sándor: Segítség! Választok! (1969)
- Sós György: A szürke autó utasai (1970)
- Harmath Judit: A tábornok, akinek golyó van a fejében (1971)
- Sarkadi Imre: Három játék (1975)
- Szakonyi Károly: Adáshiba (1975)
- Balassi Bálint: Szép magyar komédia (1976)
- Lope de Vega: Javasasszony (1976)
- Zala Zsuzsa: Matróz Jack (1976)
- Kiritescu, Alexandru: Szarkafészek (1977)
- Pedro Calderon de la Barca: Úrnő és komorna (1977)
- Tolsztoj, Lev: Anna Karenina (1977)
- Bor Ambrus: Hullámneszek (1980)
- Lengyel Péter: Cseréptörés (1980)
- Gosztonyi János: Pepita (1981)
- Saint-Exupery: A kis herceg (1981)
- Balázs Béla: Doktor Szélpál Margit (1983)
- Jordan Radicskov: Kosarak (1984)
- Gyárfás Miklós: Becsületének oka ismeretlen (1985)
- Moldova György: Vigyázat, harapok! (1986)
- Jókai Mór: Egy hírhedett kalandor a XVII. századból (1987)
- G. Szabó Judit: Hajszál híján tündérkirálynő a nagymamám (1988)
- Simai Mihály: Gépirónia (1988)
- Herczeg Ferenc: A Gyurkovics-lányok (1991)
- Gyárfás Miklós: Útikaland (1992)
- Páskándi Géza: A szalmabábuk lázadása (1999)
- A szultán vendége: Egressy Gábor törökországi naplóiból (1999)
- Huncik Péter: Határeset (2013)

## Portréfilm
- Aranykor - Tahi Tóth László (2001) - Film Mánia, műsorvezető: Prokopp Dóra
- Hogy volt?! – Tahi Tóth László születésnapjára (2014)

## Könyv
- A geg. Színészkedési kézikönyv. Színpadi szökellések és kéziugrások tára; Alexandra, Pécs, 2006[21]